# Lijst van rijksmonumenten in Tegelen
De plaats Tegelen telt 82 inschrijvingen in het rijksmonumentenregister. Hieronder een overzicht.
| Object | Oorspronkelijke functie?  | Bouwjaar                                                                | Architect    | Locatie                                   | Coördinaten?                 | Nr.?   | Afbeelding                                                                                      |
| --- | ------------------------- | ----------------------------------------------------------------------- | ------------ | ----------------------------------------- | ---------------------------- | ------ | ----------------------------------------------------------------------------------------------- |
| Kranenbreukershuis | Woonhuis                  | 1767 (jaartalankers)                                                    |              | Hoekstraat 6                              | 51° 20' 39" NB, 6° 8' 12" OL | 34979  | Meer afbeeldingen                                                                               |
| Molenvijver bij Holtmeule | Tuin, park en plantsoen   |                                                                         |              | Kasteellaan bij 4                         | 51° 19' 53" NB, 6° 8' 4" OL  | 34980  | Molenvijver bij Holtmeule                                                                       |
| Kasteel Holtmühle | Kasteel, buitenplaats     | 17e-18e eeuw                                                            |              | Kasteellaan 6                             | 51° 19' 54" NB, 6° 8' 13" OL | 34981  | Meer afbeeldingen                                                                               |
| Sint-Martinuskerk | Kerk en kerkonderdeel     | 1899-1900                                                               | C. Franssen  | Kerkstraat 1                              | 51° 20' 28" NB, 6° 8' 20" OL | 34982  | Meer afbeeldingen                                                                               |
| Kasteel de Munt | Kasteel, buitenplaats     | 17e/18e eeuw                                                            |              | van Wevelickhovenstraat 1                 | 51° 20' 38" NB, 6° 8' 33" OL | 34983  | Meer afbeeldingen                                                                               |
| Sint-Jozefklooster/Villa Moubis | Klooster, kloosteronderdl | 18e eeuw en later                                                       |              | Waterloostraat 28A t/m F                  | 51° 19' 45" NB, 6° 7' 13" OL | 34984  | Meer afbeeldingen                                                                               |
| R.K. Kerk Sint-Rochus: vanwege houten beelden van Rochus en Sebastiaan | Kerk en kerkonderdeel     | 17e eeuw (Rochus) en ca. 1600 (Sebastiaan)                              |              | Rozenstraat 18                            | 51° 20' 1" NB, 6° 7' 27" OL  | 34985  | Meer afbeeldingen                                                                               |
| Schoorsteen Canoy-Herfkens | Industrie                 | 1895, 1946 (nieuwe schacht)                                             |              | Venloseweg bij 77                         | 51° 21' 13" NB, 6° 8' 49" OL | 506265 | Schoorsteen Canoy-Herfkens                                                                      |
| Zuidelijk smalspoorviaduct | Transport                 | 1923                                                                    |              | Egypte bij 8                              | 51° 20' 32" NB, 6° 9' 58" OL | 524666 | Zuidelijk smalspoorviaduct                                                                      |
| Middelste smalspoorviaduct | Transport                 | 1923                                                                    |              | Egypte bij 8                              | 51° 20' 32" NB, 6° 9' 58" OL | 524667 | Middelste smalspoorviaduct                                                                      |
| Noordelijk smalspoorviaduct | Transport                 | 1923                                                                    |              | Egypte bij 8                              | 51° 20' 32" NB, 6° 9' 58" OL | 524668 | Noordelijk smalspoorviaduct                                                                     |
| Slotzusters Steyl: Heilige Geestklooster | Klooster, kloosteronderdl | 1914                                                                    |              | Kloosterstraat 19                         | 51° 20' 20" NB, 6° 7' 17" OL | 524670 | Slotzusters Steyl: Heilige Geestklooster                                                        |
| Villa Kreykamp | Woonhuis                  | 1905                                                                    | P. Rassaerts | Sint Michaelstraat 1                      | 51° 19' 58" NB, 6° 7' 15" OL | 524673 | Upload foto                                                                                     |
| Villa Elise | Woonhuis                  | 1906                                                                    | P. Rassaerts | Sint Michaelstraat 4                      | 51° 19' 59" NB, 6° 7' 18" OL | 524674 | Meer afbeeldingen                                                                               |
| Missiehuis St. Michaël: laat-18e-eeuws landhuis, verbouwd tot klooster, thans Missiemuseum Steyl | Klooster, kloosteronderdl | 1750-1800                                                               |              | Veerweg 24-D                              | 51° 20' 4" NB, 6° 7' 8" OL   | 524676 | Meer afbeeldingen                                                                               |
| Heilig Hartklooster | Klooster, kloosteronderdl | 1904                                                                    |              | Zusterstraat 20                           | 51° 20' 13" NB, 6° 7' 28" OL | 524682 | Meer afbeeldingen                                                                               |
| Sint Jozefschool (oorspronkelijk Julianaschool) | Onderwijs en wetenschap   | 1916                                                                    | C. Franssen  | Grotestraat 142                           | 51° 20' 27" NB, 6° 8' 2" OL  | 524688 | Sint Jozefschool (oorspronkelijk Julianaschool)                                                 |
| Smalspoortunnel De Hondsdiek | Transport                 | 1920                                                                    |              | Hondsdiekerweg bij 1                      | 51° 20' 17" NB, 6° 8' 53" OL | 524689 | Smalspoortunnel De Hondsdiek                                                                    |
| Watertoren | Nutsbedrijf               | 1938-1939                                                               | E. Noorman   | Egypte 28                                 | 51° 20' 36" NB, 6° 9' 44" OL | 524690 | Meer afbeeldingen                                                                               |
| Smalspoortunnel Canoy-Herfkens | Transport                 | 1920-1925                                                               |              | Egypte bij 2                              | 51° 20' 36" NB, 6° 9' 44" OL | 524691 | Smalspoortunnel Canoy-Herfkens                                                                  |
| Villa Maria | Woonhuis                  | 1894                                                                    | P. Rassaerts | Kaldenkerkerweg 73                        | 51° 20' 7" NB, 6° 9' 31" OL  | 524692 | Meer afbeeldingen                                                                               |
| Grafmonument familie Teeuwen | Begraafplaats en -onderdl | 1930                                                                    | J. Grubben   | Kerkhoflaan bij 10c                       | 51° 20' 33" NB, 6° 8' 43" OL | 524693 | Upload foto                                                                                     |
| Grafmonument familie Kurstjens | Begraafplaats en -onderdl | 1939                                                                    | P. Peters    | Kerkhoflaan bij 10c                       | 51° 20' 33" NB, 6° 8' 43" OL | 524694 | Meer afbeeldingen                                                                               |
| Grafmonument Cremers-Kurstjens | Begraafplaats en -onderdl | 1923                                                                    |              | Kerkhoflaan bij 10c                       | 51° 20' 33" NB, 6° 8' 43" OL | 524695 | Upload foto                                                                                     |
| Grafmonument Beckx de la Fai met gietijzeren christusbeeld | Begraafplaats en -onderdl | 1926                                                                    |              | Kerkhoflaan bij 10c                       | 51° 20' 33" NB, 6° 8' 43" OL | 524696 | Grafmonument Beckx de la Fai met gietijzeren christusbeeld                                      |
| Grafmonument Laumans-Gitmans met bronzen christusbeeld | Begraafplaats en -onderdl | 1921                                                                    | H. Ruis      | Kerkhoflaan bij 10c                       | 51° 20' 33" NB, 6° 8' 43" OL | 524697 | Meer afbeeldingen                                                                               |
| Abdij Ulingsheide | Klooster, kloosteronderdl | 1888-1892                                                               | C. Franssen  | Ulingsheide 1                             | 51° 20' 7" NB, 6° 10' 38" OL | 524698 | Upload foto                                                                                     |
| Vml. Sint-Josephkloosterkapel | Klooster, kloosteronderdl | 1860                                                                    |              | Waterloostraat 178                        | 51° 19' 45" NB, 6° 7' 13" OL | 524699 | Meer afbeeldingen                                                                               |
| Hospitium | Woonhuis                  | 1912                                                                    |              | Arnoldus Janssenstraat 27                 | 51° 20' 9" NB, 6° 7' 32" OL  | 526549 | Upload foto                                                                                     |
| Hospitium | Woonhuis                  | 1901                                                                    |              | Arnoldus Janssenstraat 31                 | 51° 20' 8" NB, 6° 7' 31" OL  | 526551 | Upload foto                                                                                     |
| Missiezusters Steyl, Heilig Hartklooster: kloostertuin met park | Klooster, kloosteronderdl |                                                                         |              | Zusterstraat 20                           | 51° 20' 19" NB, 6° 7' 33" OL | 528332 | Meer afbeeldingen                                                                               |
| Missiezusters Steyl, tuin Heilig Hartklooster: Heilig Hartbeeld | Klooster, kloosteronderdl |                                                                         |              | Zusterstraat 20                           | 51° 20' 13" NB, 6° 7' 28" OL | 528333 | Missiezusters Steyl, tuin Heilig Hartklooster: Heilig Hartbeeld                                 |
| Missiezusters Steyl, Heilig Hartklooster: ommuurde begraafplaats | Klooster, kloosteronderdl |                                                                         |              | Zusterstraat 20                           | 51° 20' 13" NB, 6° 7' 28" OL | 528334 | Meer afbeeldingen                                                                               |
| Missiezusters Steyl, tuin Heilig Hartklooster: Mariabeeld | Klooster, kloosteronderdl |                                                                         |              | Zusterstraat 20                           | 51° 20' 13" NB, 6° 7' 28" OL | 528335 | Meer afbeeldingen                                                                               |
| Missiezusters Steyl, tuin Heilig Hartklooster: 14 kruiswegstaties op kleine heuvel | Klooster, kloosteronderdl | ca. 1950                                                                |              | Zusterstraat 20                           | 51° 20' 13" NB, 6° 7' 28" OL | 528336 | Meer afbeeldingen                                                                               |
| Missiezusters Steyl, tuin Heilig Hartklooster: Lourdesgrot met beelden van H. Maria en Bernadette Soubirous | Klooster, kloosteronderdl |                                                                         |              | Zusterstraat 20                           | 51° 20' 13" NB, 6° 7' 28" OL | 528337 | Meer afbeeldingen                                                                               |
| Missiezusters Steyl, Heilig Hartklooster: voormalige timmerwerkplaats met woonhuis | Klooster, kloosteronderdl |                                                                         |              | Zusterstraat 20                           | 51° 20' 13" NB, 6° 7' 28" OL | 528338 | Meer afbeeldingen                                                                               |
| Missiezusters Steyl, Heilig Hartklooster: borstbeeld van Arnold Janssen | Klooster, kloosteronderdl |                                                                         |              | Zusterstraat 20                           | 51° 20' 13" NB, 6° 7' 28" OL | 528339 | Missiezusters Steyl, Heilig Hartklooster: borstbeeld van Arnold Janssen                         |
| Missiezusters Steyl, tuin Heilig Hartklooster: houten tuinhuisje | Klooster, kloosteronderdl |                                                                         |              | Zusterstraat 20                           | 51° 20' 13" NB, 6° 7' 28" OL | 528340 | Missiezusters Steyl, tuin Heilig Hartklooster: houten tuinhuisje                                |
| Slotzusters Steyl, tuin Heilige Geestklooster | Klooster, kloosteronderdl |                                                                         |              | Kloosterstraat 19                         | 51° 20' 20" NB, 6° 7' 18" OL | 528341 | Meer afbeeldingen                                                                               |
| Slotzusters Steyl, tuin Heilige Geestklooster: ommuring | Klooster, kloosteronderdl |                                                                         |              | Kloosterstraat 19                         | 51° 20' 19" NB, 6° 7' 18" OL | 528342 | Slotzusters Steyl, tuin Heilige Geestklooster: ommuring                                         |
| Slotzusters Steyl, tuin Heilige Geestklooster: beeld van Maria | Klooster, kloosteronderdl |                                                                         |              | Kloosterstraat 19                         | 51° 20' 19" NB, 6° 7' 18" OL | 528343 | Slotzusters Steyl, tuin Heilige Geestklooster: beeld van Maria                                  |
| Slotzusters Steyl, tuin Heilige Geestklooster: beeld van Jozef | Klooster, kloosteronderdl |                                                                         |              | Kloosterstraat 19                         | 51° 20' 19" NB, 6° 7' 18" OL | 528344 | Upload foto                                                                                     |
| Slotzusters Steyl, tuin Heilige Geestklooster: reliëf van de H. Geest | Klooster, kloosteronderdl |                                                                         |              | Kloosterstraat 19                         | 51° 20' 19" NB, 6° 7' 18" OL | 528345 | Upload foto                                                                                     |
| Slotzusters Steyl, tuin Heilige Geestklooster: beeld van de engelbewaarder | Klooster, kloosteronderdl |                                                                         |              | Kloosterstraat 19                         | 51° 20' 19" NB, 6° 7' 18" OL | 528346 | Slotzusters Steyl, tuin Heilige Geestklooster: beeld van de engelbewaarder                      |
| Slotzusters Steyl, tuin Heilige Geestklooster: Heilig Hartbeeld | Klooster, kloosteronderdl |                                                                         |              | Kloosterstraat 19                         | 51° 20' 19" NB, 6° 7' 18" OL | 528347 | Upload foto                                                                                     |
| Slotzusters Steyl, tuin Heilige Geestklooster: grot | Klooster, kloosteronderdl |                                                                         |              | Kloosterstraat 19                         | 51° 20' 19" NB, 6° 7' 18" OL | 528348 | Upload foto                                                                                     |
| Slotzusters Steyl, tuin Heilige Geestklooster: kruiswegstaties | Klooster, kloosteronderdl |                                                                         |              | Kloosterstraat 19                         | 51° 20' 19" NB, 6° 7' 18" OL | 528349 | Upload foto                                                                                     |
| Slotzusters Steyl, tuin Heilige Geestklooster: borstbeeld van Arnold Janssen | Klooster, kloosteronderdl |                                                                         |              | Kloosterstraat 19                         | 51° 20' 19" NB, 6° 7' 18" OL | 528350 | Upload foto                                                                                     |
| Slotzusters Steyl, tuin Heilige Geestklooster: calvariegroep | Klooster, kloosteronderdl |                                                                         |              | Kloosterstraat 19                         | 51° 20' 19" NB, 6° 7' 18" OL | 528351 | Upload foto                                                                                     |
| Missiehuis Steyl: kloosterkerk Sint-Michaël | Klooster, kloosteronderdl | 1880-1884                                                               |              | Sint Michaelstraat 7                      | 51° 20' 4" NB, 6° 7' 9" OL   | 528352 | Meer afbeeldingen                                                                               |
| Missiehuis Steyl: kloosterkapel Sint-Gregor | Klooster, kloosteronderdl | ca. 1895                                                                |              | Veerweg 24                                | 51° 20' 4" NB, 6° 7' 9" OL   | 528353 | Meer afbeeldingen                                                                               |
| Missiehuis Steyl: vm. Sint-Gregorklooster, thans o.a. Missiemuseum Steyl en Forgiveness Museum | Klooster, kloosteronderdl | ca. 1895                                                                |              | Sint Michaelstraat 4A                     | 51° 20' 4" NB, 6° 7' 9" OL   | 528354 | Meer afbeeldingen                                                                               |
| Veerweg, nabij Missiehuis Steyl: beeld van de goddelijke zaaier Verbum Dei met reliëf Arnold Janssen | Klooster, kloosteronderdl | 1928                                                                    |              | Sint Michaelstraat 7                      | 51° 20' 4" NB, 6° 7' 9" OL   | 528355 | Meer afbeeldingen                                                                               |
| Missiehuis Steyl: voormalige kloosterdrukkerij, thans o.a. Wereldpaviljoen | Klooster, kloosteronderdl |                                                                         |              | Sint Michaelstraat 6A                     | 51° 20' 4" NB, 6° 7' 9" OL   | 528356 | Meer afbeeldingen                                                                               |
| Missiehuis Steyl: machinehal en aansluitend ketelhuis behorend bij vm. drukkerij | Klooster, kloosteronderdl | 1909 (stoommachine) 1950 (gebouw verhoogd) ca. 1952 (verwarmingsketels) |              | Sint Michaelstraat 6                      | 51° 20' 4" NB, 6° 7' 9" OL   | 528357 | Meer afbeeldingen                                                                               |
| Missiehuis Steyl: bakstenen schoorsteen behorend bij vm. drukkerij | Klooster, kloosteronderdl | ca. 1900                                                                |              | Sint Michaelstraat 6                      | 51° 20' 4" NB, 6° 7' 9" OL   | 528358 | Meer afbeeldingen                                                                               |
| Missiehuis Steyl: kloostertuinen bij Missiehuis Sint-Michaël, Sint-Gregorklooster en drukkerij, met o.a. siertuinen, moestuinen, bospercelen, vijvers, prieeltjes, kassen, begraafplaats en groot aantal devotionele objecten | Klooster, kloosteronderdl | 1875-1900                                                               |              | Sint Michaelstraat 6 & 7 en Parkstraat 24 | 51° 20' 12" NB, 6° 7' 18" OL | 528359 | Meer afbeeldingen                                                                               |
| Missiehuis Steyl, tuin vm. drukkerij: Heilig Hartheuvel met op de top een Heilig Hartbeeld | Klooster, kloosteronderdl |                                                                         |              | Parkstraat                                | 51° 20' 4" NB, 6° 7' 9" OL   | 528360 | Meer afbeeldingen                                                                               |
| Missiehuis Steyl, tuin vm. drukkerij: Lourdesgrot | Klooster, kloosteronderdl | 1922                                                                    |              | Parkstraat                                | 51° 20' 4" NB, 6° 7' 9" OL   | 528361 | Missiehuis Steyl, tuin vm. drukkerij: Lourdesgrot                                               |
| Missiehuis Steyl, tuin vm. drukkerij: houten prieeltje | Klooster, kloosteronderdl | 1900                                                                    |              | Parkstraat                                | 51° 20' 4" NB, 6° 7' 9" OL   | 528362 | Upload foto                                                                                     |
| Missiehuis Steyl: begraafplaats in tuin vm. drukkerij met kerkhofkapel en diverse religieuze monumenten | Klooster, kloosteronderdl | 1887-1895                                                               |              | Parkstraat 24                             | 51° 20' 4" NB, 6° 7' 9" OL   | 528363 | Meer afbeeldingen                                                                               |
| Missiehuis Steyl, tuin vm. drukkerij: watertoren Steyl | Klooster, kloosteronderdl | 1909                                                                    | P.M. Scholl  | Parkstraat 26                             | 51° 20' 4" NB, 6° 7' 9" OL   | 528364 | Missiehuis Steyl, tuin vm. drukkerij: watertoren Steyl                                          |
| Missiehuis Steyl, tuin Sint-Gregorklooster: Heilig Hartbeeld | Klooster, kloosteronderdl | 1900                                                                    |              | Sint Michaelstraat 7                      | 51° 20' 4" NB, 6° 7' 9" OL   | 528365 | Meer afbeeldingen                                                                               |
| Missiehuis Steyl, tuin Sint-Gregorklooster: houten droogloop met ajourwerk; thans garages | Klooster, kloosteronderdl | ca. 1905                                                                |              | Sint Michaelstraat 7 (bij Parkstraat)     | 51° 20' 4" NB, 6° 7' 9" OL   | 528366 | Meer afbeeldingen                                                                               |
| Missiehuis Steyl, tuin Sint-Gregorklooster: vrijstaande kas met mansardedak en stookruimte | Klooster, kloosteronderdl | eind 19e eeuw                                                           |              | Sint Michaelstraat 7 (nabij Parkstraat)   | 51° 20' 4" NB, 6° 7' 9" OL   | 528367 | Meer afbeeldingen                                                                               |
| Missiehuis Steyl, tuin Sint-Gregorklooster: kas van ijzer en glas op betonnen vloerplaat | Klooster, kloosteronderdl | ca. 1925                                                                |              | Sint Michaelstraat 7                      | 51° 20' 4" NB, 6° 7' 9" OL   | 528368 | Meer afbeeldingen                                                                               |
| Missiehuis Steyl, tuin Sint-Gregorklooster: 3 koude bakken van beton | Klooster, kloosteronderdl |                                                                         |              | Sint Michaelstraat 7                      | 51° 20' 4" NB, 6° 7' 9" OL   | 528369 | Missiehuis Steyl, tuin Sint-Gregorklooster: 3 koude bakken van beton                            |
| Missiehuis Steyl, tuin Sint-Gregorklooster: houten tuinhuis of prieeltje met open latwerk | Klooster, kloosteronderdl | ca. 1900                                                                |              | Sint Michaelstraat 7                      | 51° 20' 4" NB, 6° 7' 9" OL   | 528370 | Meer afbeeldingen                                                                               |
| Missiehuis Steyl, tuin Sint-Gregorklooster: driezijdig gesloten houten chalet ("ontspanningsgebouwtje"); in 2017 in slechte staat van onderhoud                                                                               | Klooster, kloosteronderdl |                                                                         |              | Sint Michaelstraat 7                      | 51° 20' 4" NB, 6° 7' 9" OL   | 528371 | Meer afbeeldingen                                                                               |
| Missiehuis Steyl, tuin Sint-Gregorklooster: beeld van Christus op de koude steen | Klooster, kloosteronderdl | ca. 1900                                                                |              | Sint Michaelstraat 7                      | 51° 20' 4" NB, 6° 7' 9" OL   | 528372 | Missiehuis Steyl, tuin Sint-Gregorklooster: beeld van Christus op de koude steen                |
| Missiehuis Steyl, tuin vm. drukkerij: 14 kruiswegstaties van keramiek | Klooster, kloosteronderdl | ca. 1920                                                                |              | Sint Michaelstraat 7                      | 51° 20' 4" NB, 6° 7' 9" OL   | 528373 | Missiehuis Steyl, tuin vm. drukkerij: 14 kruiswegstaties van keramiek                           |
| Missiehuis Steyl, tuin Sint-Gregorklooster: beeld Madonna met Kind onder tempelachtig baldakijn | Klooster, kloosteronderdl | 1950                                                                    |              | Sint Michaelstraat 7                      | 51° 20' 4" NB, 6° 7' 9" OL   | 528374 | Missiehuis Steyl, tuin Sint-Gregorklooster: beeld Madonna met Kind onder tempelachtig baldakijn |
| Missiehuis Steyl, tuin Sint-Gregorklooster: Verrijzeniskapel | Klooster, kloosteronderdl |                                                                         |              | Sint Michaelstraat 7                      | 51° 20' 4" NB, 6° 7' 9" OL   | 528375 | Meer afbeeldingen                                                                               |
| Missiehuis Steyl, tuin Sint-Gregorklooster: beeld van de Heilige Aloysius van Gonzaga | Klooster, kloosteronderdl | ca. 1900                                                                |              | Sint Michaelstraat 7                      | 51° 20' 4" NB, 6° 7' 9" OL   | 528376 | Missiehuis Steyl, tuin Sint-Gregorklooster: beeld van de Heilige Aloysius van Gonzaga           |
| Missiehuis Steyl, tuin Sint-Gregorklooster: Mariagrotten in nagebouwde Olijfberg | Klooster, kloosteronderdl | 1890-1900                                                               |              | Sint Michaelstraat 7                      | 51° 20' 4" NB, 6° 7' 9" OL   | 528377 | Meer afbeeldingen                                                                               |
| Missiehuis Steyl, tuin Sint-Gregorklooster: Calvariegroep op nagebouwde Olijfberg met tunneldoorgang en grotten | Klooster, kloosteronderdl | 1900                                                                    |              | Sint Michaelstraat 7                      | 51° 20' 4" NB, 6° 7' 9" OL   | 528378 | Meer afbeeldingen                                                                               |
| Missiehuis Steyl, tuin Sint-Gregorklooster: grot met passie van Jezus in nagebouwde Olijfberg | Klooster, kloosteronderdl | 1890-1900                                                               |              | Sint Michaelstraat 7                      | 51° 20' 4" NB, 6° 7' 9" OL   | 528379 | Meer afbeeldingen                                                                               |
| Missiehuis Steyl, tuin Sint-Gregorklooster: stenen beeld van Maria en Anna | Klooster, kloosteronderdl | ca. 1900                                                                |              | Sint Michaelstraat 7                      | 51° 20' 4" NB, 6° 7' 9" OL   | 528380 | Upload foto                                                                                     |
| Missiehuis Steyl, tuin Sint-Gregorklooster: vrijstaande kas met zadeldak van glas en ijzer rustend op gemetselde muurtjes | Klooster, kloosteronderdl | late 19e eeuw                                                           |              | Sint Michaelstraat 7                      | 51° 20' 4" NB, 6° 7' 9" OL   | 528381 | Meer afbeeldingen                                                                               |
| Missiehuis Steyl, tuin Sint-Gregorklooster: kas met lessenaarsdak van glas en hout tegen muur; in 2017 in vervallen staat (deels afgebroken)                                                                                  | Klooster, kloosteronderdl | eerste kwart 20e eeuw                                                   |              | Sint Michaelstraat 7                      | 51° 20' 4" NB, 6° 7' 9" OL   | 528382 | Meer afbeeldingen                                                                               |
| Missiezusters Steyl, tuin Heilig Hartklooster: beeld H. Theresia van Lisieux | Klooster, kloosteronderdl | 1890-1910                                                               |              | Zusterstraat 20                           | 51° 20' 13" NB, 6° 7' 28" OL | 528813 | Meer afbeeldingen                                                                               |